# Liam Boyce
Liam Boyce (Belfast, 8 aprile 1991) è un calciatore nordirlandese, attaccante del Derry City.

## Carriera

### Club
Dopo aver giocato nel Cliftonville, il 31 agosto 2010 si trasferisce al Werder Brema. Tuttavia, dopo sole 3 presenze in un anno, viene svincolato nell'ottobre 2011 e nel gennaio 2012 fa ritorno al Cliftonville.

### Nazionale
Nel 2011 debutta con la nazionale nordirlandese.

## Palmarès

### Club

#### Competizioni nazionali
- Campionato nordirlandese: 2

Cliftonville: 2012-2013, 2013-2014
- Coppa di Lega nordirlandese: 2

Cliftonville: 2012-2013, 2013-2014
- Scottish League Cup: 1

Ross County: 2015-2016
- Scottish Championship: 1

Hearts: 2020-2021

### Individuale
- Capocannoniere del campionato nordirlandese: 1[1]

2012-2013 (29 gol)
- Capocannoniere della Scottish League Cup: 1

2015-2016 (4 gol, alla pari con altri 2 giocatori)
- Capocannoniere del campionato scozzese: 1

2016-2017 (23 gol)
- Capocannoniere della English Football League Cup: 1

2019-2020 (5 gol)
- Capocannoniere della Scottish Championship: 1

2020-2021 (14 gol)